# 12. letalska baza (Poljska)
Koordinati:   53°23′41″N, 16°04′59″E
12. letalska baza (poljsko 12. Baza Lotnicza) je ena izmed letalskih baz Poljskega vojnega letalstva.
Nahaja se 5 km severno od Mirosławieca.